# Pinus culminicola
Pinus culminicola Andresen & Beaman – gatunek drzewa iglastego z rodziny sosnowatych (Pinaceae). Endemit Meksyku, gdzie występuje w Coahuila i Nuevo León.

## Morfologia

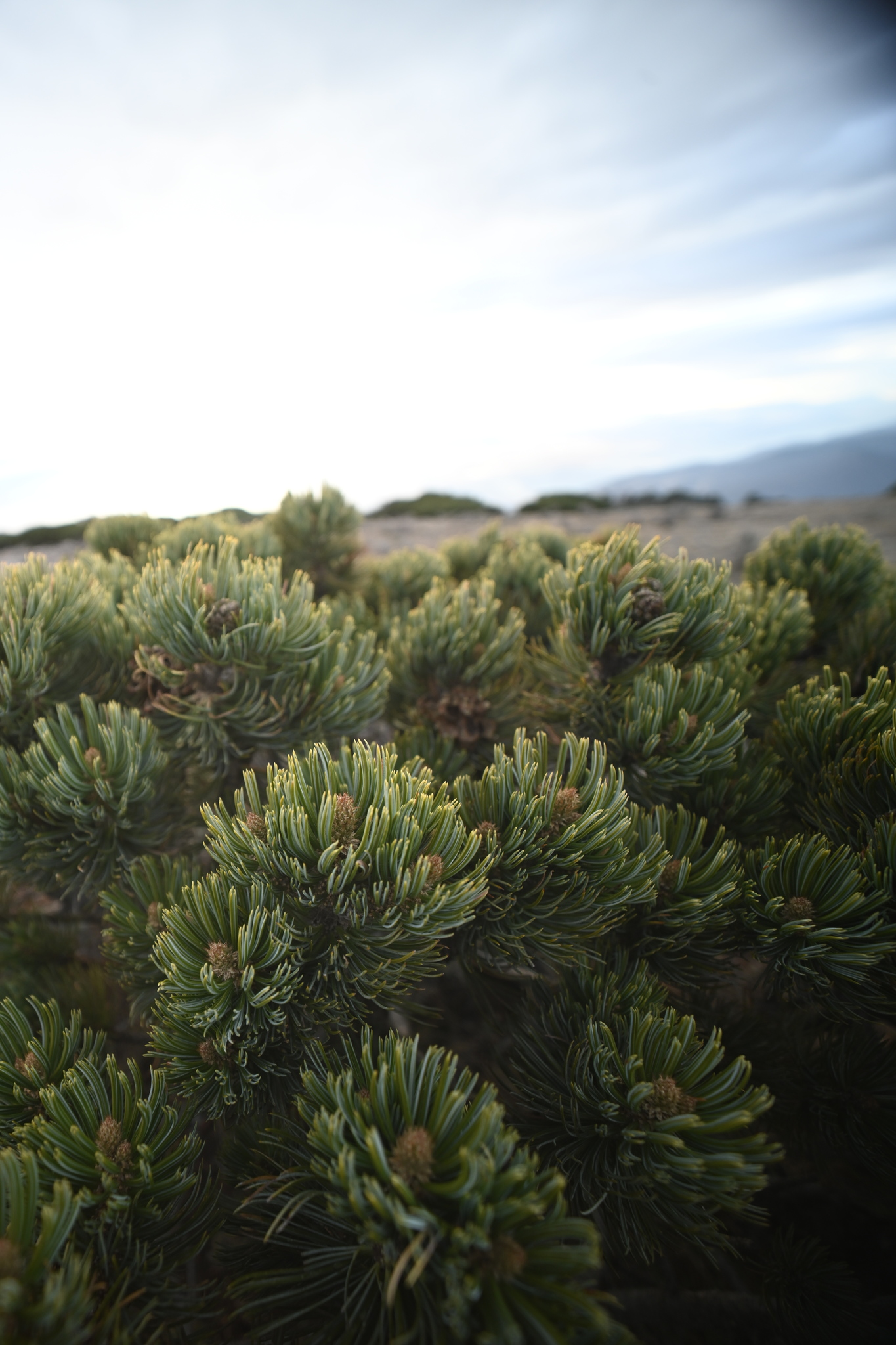
Pędy

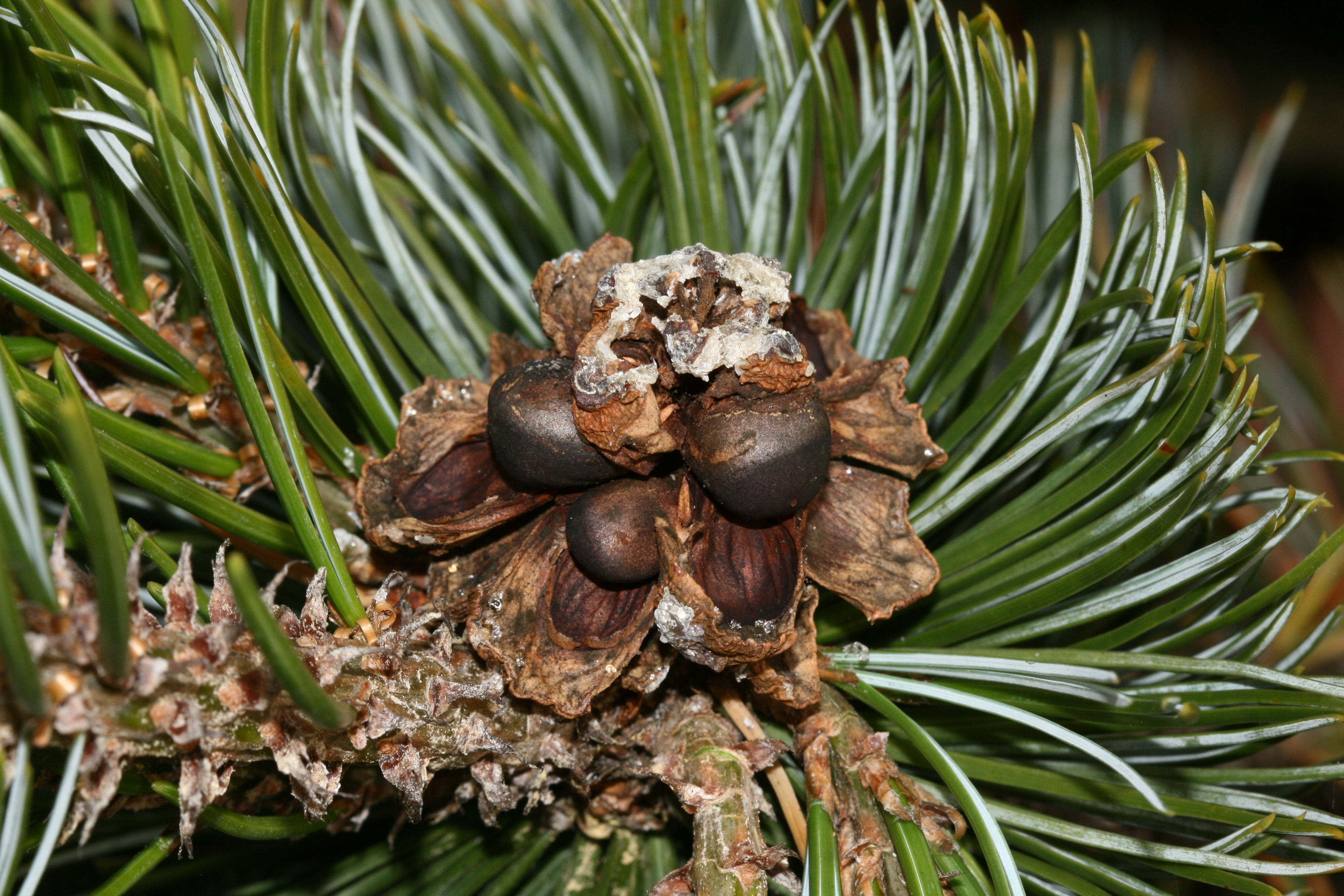
Szyszka

PokrójPrzybiera pokrój krzaczasty. Korona drzewa gęsta, niska, zaokrąglona. Często formuje zbite, splątane, kilkumetrowej wysokości zarośla, okrywające ziemię na przestrzeni kilkudziesięciu metrów.
PieńOsiąga 1–5 m wysokości i do 15–25 cm średnicy. Wykształca wiele pni lub nisko osadzonych gałęzi. Kora cienka i łuskowata, odpadające szaro-brązowe płaty odkrywają jasną, pomarańczowawą korę od spodu.
LiścieZebrane po 5 na krótkopędach, bardzo rzadko po 4 lub 6. Dorastają do 3–5 cm długości, 0,9–1,3 mm grubości. Sztywne, wygięte w kierunku szczytu gałązki. Z wierzchu ciemnozielone, dwie spodnie powierzchnie niebieskozielone, z 4–5 liniami aparatów szparkowych.
SzyszkiSzyszki męskie skupione na młodych pędach, podłużnie jajowate, o długości 5–8 mm, żółtawe, z czasem brązowawe. Szyszki żeńskie pojedyncze lub w parach, siedzące lub na krótkiej szypułce. Niedojrzałe są półkoliste, żywiczne, purpurowo-brązowe. Dojrzałe i otwarte o długości 3–4,5 cm i szerokości 3–5 cm. Nasiona brązowe, długości 5–7 mm, szerokości 4–5 mm, opatrzone śladowym skrzydełkiem o długości 0,5–1 mm.

## Biologia i ekologia
Drzewo wiatropylne. Szyszki nasienne dojrzewają w ciągu 2 lat i po otwarciu szybko opadają. W momencie uwalniania nasion ich śladowe skrzydełka odrywają się i pozostają na łusce nasiennej. Łupina nasienna grubości 0,5–1 mm. Większość nasion rozsiewana jest w połowie listopada. Siewki wykształcają 8–11 liścieni.
Igły pozostają na drzewie przez 2–3 lata. Liście w przekroju poprzecznym trójkątne, z wypukłą wierzchnią stroną. Jedna wiązka przewodząca w liściu, 1–2 przewody żywiczne.
Występuje w górach meksykańskich, na wysokości 2965–3700 m n.p.m.. Na stanowiskach odsłoniętych wykształca poskręcane formy karłowate, podobnie jak sosna górska w Europie i sosna karłowa w północnej Azji. Rośnie na kamienistym i wapiennym podłożu. W obrębie zasięgu jest drzewem dominującym na wysokościach powyżej 3300 m n.p.m. 
Nasiona są jadalne, stanowią pożywienie m.in. modrowronki meksykańskiej (Aphelocoma ultramarina) i orzechówki popielatej. Ptaki zbierają je i zakopują w schowkach, jako zapas na zimę. Część nasion pozostaje niezjedzona i kiełkuje.
Pinus culminisola jest gospodarzem rośliny pasożytniczej Arceuthobium vaginatum subsp. vaginatum (pasożyt pędowy), występującej na terenie Cerro Potosí.

## Systematyka i zmienność
Gatunek odkryty dosyć późno, bo w 1959 r., zapewne z powodu zajmowania wysoko położonych, niedostępnych siedlisk. Blisko spokrewniony z Pinus johannis, P. discolor i P. orizabensis. P. johannis i P. discolor bywają traktowane jako odmiany P. culminicola, ale nie jest to powszechnie akceptowane, za względu np. na brak dowodów na powstawanie mieszańców tych taksonów w naturalnym środowisku.
Pozycja gatunku w obrębie rodzaju Pinus:
- podrodzaj Strobus
  - sekcja Parrya
    - podsekcja Cembroides
      - gatunek P. culminicola

## Zagrożenia
Międzynarodowa organizacja IUCN umieściła ten gatunek w Czerwonej księdze gatunków zagrożonych z kategorią zagrożenia EN (endangered), uznając go za gatunek zagrożony wymarciem w najbliższej przyszłości. Klasyfikacja ta została utrzymana w wydaniu księgi w 2013 roku. Część populacji została zniszczona przez pożary i regeneracja następuje powoli. Ogólny trend liczebności populacji jest malejący.